# La Magistèra
La Magistèra (en francès Lamagistère) és un municipi francès situat al departament de Tarn i Garona i a la regió d'Occitània.

## Demografia
| 1962                                       | 1968  | 1975  | 1982  | 1990  | 1999  | 2007  |
| ------------------------------------------ | ----- | ----- | ----- | ----- | ----- | ----- |
| 1.189                                      | 1.192 | 1.153 | 1.084 | 1.248 | 1.187 | 1.227 |
| Des de 1962: població sense dobles comptes |       |       |       |       |       |       |

## Administració
| Període   | Identitat        | Partit |
| --------- | ---------------- | ------ |
| 2001-2008 | Bernard Cassagne |        |
| 2008-     | Bernard Dousson  |        |